# New Zealand Warriors
Die New Zealand Warriors sind ein neuseeländischer Rugby-League-Verein aus Auckland. Das 1995 als Auckland Warriors gegründete Team ist der einzige nicht-australische Verein in der National Rugby League (NRL). Die Vereinsfarben sind Blau, Grün, Weiß und Rot. Ihre Heimspiele tragen die Warriors im 30.000 Zuschauer fassenden Mount Smart Stadium aus.

## Geschichte
Auckland war in Neuseeland schon seit Beginn des 20. Jahrhunderts das Zentrum des Rugby League, während im restlichen Land Rugby Union weitaus populärer war. Als die Australian Rugby League (ARL) 1995 nach Neuseeland expandierte, war die Gründung eines Teams in Neuseelands größter Metropole also die naheliegendste Option. In ihren ersten Jahren fanden sich die Warriors fast durchgehend in der unteren Tabellenhälfte wieder. 1997 schloss man sich für eine Spielzeit der Super League an, hatte jedoch auch dort nur geringen Erfolg. Erst in der Saison 2001 zog das Team als Achter der Regular Season erstmals in die Play-Offs ein, scheiterte aber in der ersten Runde an den Parramatta Eels. 2002 beendeten die Warriors die Saison als Tabellenerster und gewannen somit erstmals die Minor Premiership. Daraufhin zog man als erstes nicht-australisches Team ins Grand Final der NRL ein,  unterlag dort jedoch den Sydney Roosters. Nur zwei Jahre später spielten die Neuseeländer allerdings die schlechteste Saison der Vereinsgeschichte und schrammten nur knapp am Wooden spoon vorbei. Eine dauerhafte Etablierung als Topteam gelang somit nicht. 2011 erfolgte, angetrieben vom neuen Superstar Shaun Johnson, der zweite Einzug ins Grand Final. Dort unterlag man den favorisierten Manly-Warringah Sea Eagles mit 10:24. Danach warteten die Warriors lange vergeblich auf nennenswerte Erfolge, und es gelang zwischen 2011 und 2022 nur ein einziges Mal, die Regular Season zu überstehen. 2023 avancierte mit Platz 4 in der Regular Season und dem Einzug ins Preliminary Final, wo man den Brisbane Broncos unterlag, zur erfolgreichsten Spielzeit seit über einem Jahrzehnt.

## Erfolge
- Vize-Meisterschaften (2): 2002, 2011
- Minor Premierships (1): 2002

### Teilnahmen von Spielern am NRL All-Stars Game
| Name          | Position                                              | Teilnahme(n)     | Mannschaft           |
| Manu Vatuvei  | Außendreiviertel                                      | 2010, 2012, 2015 | NRL All Stars        |
| Feleti Mateo  | Zweite-Reihe-Stürmer, Dritte-Reihe-Stürmer, Verbinder | 2011, 2013       | NRL All Stars        |
| Joel Moon     | Verbinder, Innendreiviertel                           | 2011             | Indigenous All Stars |
| Dane Nielsen  | Innendreiviertel, Außendreiviertel                    | 2013             | Indigenous All Stars |
| Shaun Johnson | Gedrängehalb                                          | 2013             | NRL All Stars        |
| Nathan Friend | Hakler                                                | 2015             | NRL All Stars        |